# Eve Lawrence
Eve Lawrence (4. září 1985, Maryland), pravým jménem Eve Laurence je americká pornoherečka, která natočila za svou dosavadní kariéru přes 140 filmů a byla nominována roku 2007 na cenu AVN za Nejlepší soubor sexuálních scén.
K pornografii se dostala v roce 2003, ve svých 18 letech, ještě jako bruneta. Po krátké přestávce se k oboru vrátila, už s blond vlasy.